# Реакція Піннера
Реакція Піннера (англ. Pinner reaction) — отримання амідинів та орто-естерів. Полягає в синтезі іміно естерів (алкіл імідатів) додаванням сухого HCl до суміші нітрилу та абсолютного спирту. Наступна обробка алкілімідатів NH3, RNH2 або R2NH дає амідини, а спиртами — ортоестери.